# Libellula axilena
Libellula axilena är en trollsländeart som beskrevs av John Obadiah Westwood 1837. Libellula axilena ingår i släktet Libellula och familjen segeltrollsländor. Inga underarter finns listade i Catalogue of Life.